# Heroldsamt
Die Bezeichnung Heroldsamt leitet sich ab vom Herold und bezeichnet staatliche Behörden, die für die Betreuung des Wappenwesens sowie der Adelsangelegenheiten (Adelstitel, Adelszugehörigkeit, Rangordnung, Genealogie) zuständig sind oder waren. Auch die Kommunalheraldik sowie das militärische Wappenwesen fallen in den Aufgabenbereich der Heroldsämter.
Meist existieren oder existierten Heroldsämter in Monarchien mit gesetzlich anerkanntem Adel.

## Deutschland

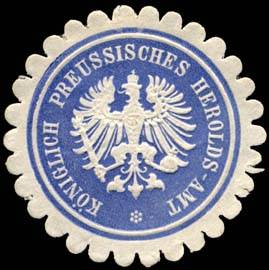
Siegelmarke Königlich Preußisches Heroldsamt

### Herolde als mittelalterliche Vorgänger der Heroldsämter
Herolde gab es bereits im Mittelalter; sie standen meist im Dienst eines Fürsten, seltener auch einer Kommune oder Genossenschaft. Sie waren Experten für Fragen des höfischen Zeremoniells, genossen im Krieg diplomatische Immunität und waren an einen eigenen Ehrenkodex gebunden, der das Tragen von Waffen oder das Ausspionieren gegnerischer Stellungen verbot. Ein bekannter Reichsherold war Georg Rüxner (urkundlich 1494 bis 1526 nachweisbar), der Verfasser des 1530 erstmals erschienenen Werkes ThurnierBuch. Von Anfang, Vrsachen, vrsprung, vnd herkommen der Thurnier im heyligen Römischen Reich Teutscher Nation.

### Heroldsämter (18.–20. Jahrhundert)
Als eigenes Heroldsamt wurde im Reich erstmals 1706 im Königreich Preußen das Oberheroldsamt gegründet, es ging aber schon 1713/14 wieder ein. Am 14. März 1855 wurde es in Berlin als Adelsbehörde erneut gegründet, zuletzt mit einem Vorsitzenden und einem Heroldsmeister an der Führungsspitze, und am 31. März 1920 endgültig aufgelöst. Seine Hauptaufgabe waren die Vorbereitung von Nobilitierungen sowie adelsrechtliche Fragen, vor allem Feststellungen zur Zugehörigkeit zum Adel sowie die Namensführung. Dabei war umstritten, ob seine Entscheidungen für Gerichte bindend waren. Daneben fiel auch die kommunale Heraldik, also die Vergabe von Stadtwappen in den Aufgabenbereich des Heroldsamts. Ferner entschied es über den Gebrauch der königlichen Wappen. Seine Akten kamen 1920 an das Geheime Staatsarchiv in Berlin-Dahlem.
Das königlich-bayerische Heroldsamt, später Reichsheroldsamt, entstand im Jahr 1808. Seit 1809 wurde die bayerische Adelsmatrikel geführt, die nach 1918 an das Bayerische Hauptstaatsarchiv in München gelangte.
Im Königreich Sachsen entstand 1902 der „Ausschuss für Adelssachen“ beim Innenministerium, der erst 1918 in das Heroldsamt umgewandelt wurde. Seine Adelsmatrikel mit Akten und Bibliothek kam 1919 an die „Sächsische Stiftung für Familienforschung“ in Dresden.
Im Königreich Württemberg entstanden seit 1818 eine Adelsmatrikel.
Die Heroldsämter wurden in Deutschland wurden mit der Ende der Monarchie zwischen 1918 und 1920 abgeschafft; ihre Aufgaben fielen überwiegend weg. Die Wappenregister werden heute von den heraldischen Vereinen fortgeführt. Für adelsrechtliche Fragen sah sich ab 1921 der Adelsprüfungsausschuss der Deutschen Adelsgenossenschaft als zuständig an, allerdings ohne gesetzliche Grundlage.

### Gegenwart
In der Gegenwart sieht das deutsche Wappenrecht vor, dass amtliche Wappen in besonderer Weise geschützt sind; ihre Vergabe und Nutzung ist gesetzlich geregelt. Andere Wappen, insbesondere Familienwappen, kann sich hingegen jeder ohne staatliche Mitwirkung zulegen, führen und die Führung auch Dritten gestatten (auch als ‚Vererbung‘).
Nachwirkungen des historischen Adelsrechts sind minimal. Ein Verein namens Adelsrechtsausschuß sieht sich selbst als zuständig an, um insbesondere die Zugehörigkeit zum historischen Adel zu klären; seine Entscheidungen sind allerdings rechtlich nicht verbindlich.

## International
Insbesondere in den angloamerikanischen Ländern haben sich staatliche Wappenregister (Heraldic Authority) erhalten. Oft ist diesen eine Heraldische Gesellschaft (Heraldic Society) zur wissenschaftlichen Beratung beigeordnet. Der Name des englischen Heroldsamtes als „College of Arms“ wird oft synonym für die jeweilige Wappenbehörde des Landes gebraucht. Bemerkenswert ist, dass es auch in einigen Republiken (vor allem Irland und Südafrika) ein am monarchischen Vorbild orientiertes Wappenwesen gibt und es nach wie vor zu Verleihungen von Wappen an Körperschaften, Unternehmen, aber auch Privatpersonen kommt.
- College of Arms für England, Wales und Nordirland, auch Commonwealth
- Court of the Lord Lyon für Schottland
- Office of the Chief Herald of Ireland für Irland
- Canadian Heraldic Authority für Kanada
- Bureau of Heraldry für Südafrika
- Hooge Raad van Adel für Belgien (adelige Familienwappen sowie Kommunalheraldik)
- Vlaamse Heraldische Raad für Flandern

## Darstellungen im Spielfilm
Im James-Bond-Film Im Geheimdienst ihrer Majestät entdeckt Bond die Korrespondenz zwischen dem Bösewicht Blofeld und dem britischen College of Arms. Sodann gibt er sich als einer der dreizehn Offiziere des Colleges aus, um mit Blofeld Kontakt aufzunehmen.